# Vexillabium
Vexillabium là một chi phong lan trong họ Orchidaceae.